# Maurice Raynaud
A. G. Maurice Raynaud (ur. 5 lipca 1834 w Paryżu, zm. 29 czerwca 1881) – francuski lekarz, odkrywca objawu, choroby i zespołu Raynauda.
Był synem profesora uniwersyteckiego. Ukończył studia medyczne na Uniwersytecie w Paryżu i pod opieką swojego wuja – znanego w mieście lekarza Ange-Gabriel-Maxime'a Vernoisa (1809-1877) w 1862 roku obronił doktorat, któremu zawdzięcza eponim. Zmarł w sile wieku w 1881 roku.
Przyjaźnił się z Louisem Pasteurem (1822-1895), z którym prowadził wspólne badania nad wirusem wścieklizny.

## Ważniejsze publikacje
- De l’asphyxie locale et de la gangrène symétrique des extrémités – praca doktorska opublikowana 25 lutego 1862.
- Sur les hyperémies non phlegmasiques, and De la révulsion – 1866.
- Nouvelles recherches sur la nature et le traitement de l’asphyxie locale des extrémités – Paryż 1874.
- Sur l’infection et l’immunité vaccinales – wykłady na Académie de médecine.
- Sur le traitement du rhumatisme cérébral par les bains froids
- Sur la salive d’un enfant mort de la rage